# IBU Cup 2023/2024
IBU Cup 2023/2024 byl 16. ročníkem druhého nejvyššího okruh závodů v biatlonu pořádaným Mezinárodní biatlonovou unií (IBU). 
Probíhal od 30. listopadu 2023, kdy odstartovaly závody ve finském Kontiolahti, skončil pak 9. března 2024 v rakouském Obertilliachu. Hlavní událostí tohoto ročníku bylo Mistrovství Evropy konané ve slovenském Osrblie v lednu 2024, jehož výsledky se započítávaly do hodnocení IBU Cupu.
Celková vítězství z minulého ročníku obhajovali Nor Endre Strømsheim mezi muži a Švédka Tilda Johanssonová mezi ženami.
Celkovým vítězem mezi muži se stal Nor Mats Øverby. Během sezony triumfoval ve třech individuálních závodech, když všechny ovládl během posledních dvou zastávek IBU Cupu v Obertilliachu. K nim přidal dalších sedm umístěních na druhém nebo třetí místě. Do čela se posunul a jistotu celkového triumfu získal právě v Obertilliachu, kde nestartoval dosavadní lídr ročníku a vítěz celkem osmi závodů seriálu Nor Johan-Olav Botn.
V ženské části zvítězila čerstvě 22letá Francouzka Océane Michelonová, která si triumf zajistila až v posledním závodě sezóny. V průběhu ročníku celkem sedmkrát vystoupala v individuálních závodech na stupně vítězů, včetně triumfu ve sprintu Sjusjøenu nebo bronzové medaile ze stíhací závodu na evropském šampionátu. Zároveň v těchto disciplínách získala malé křišťálové glóby.
V září 2022 bylo na kongresu Mezinárodní biatlonové unie potvrzení prodloužení vyloučení ruského a běloruského národního svazu, což mělo za následek, že sportovci těchto zemí nebudou moci nadále soutěži na jakýchkoliv událost konaných pod záštitou IBU. K vyloučení došlo pro po ruské invazi vůči Ukrajině v únoru 2022.

## Program
Program IBU Cupu 2023/2024:
| Místo konání        | Datum konání                     | Sprint | Stíhací závod | Zkrácený vytrvalostní závod | Vytrvalostní závod | Hromadný start | Smíšená štafeta | Smíšený závod dvojic |
| ------------------- | -------------------------------- | ------ | ------------- | --------------------------- | ------------------ | -------------- | --------------- | -------------------- |
| Kontiolahti         | 30. listopadu – 3. prosince 2023 | ●      |               |                             | ●                  |                | ●               | ●                    |
| Idre                | 8.–10. prosince 2023             | ●●     | ●             |                             |                    |                |                 |                      |
| Sjusjøen            | 13.–16. prosince 2023            | ●      | ●             |                             |                    | ●              |                 |                      |
| Martell             | 4.–7. ledna 2024                 | ●      | ●             | ●                           |                    |                |                 |                      |
| Ridnaun             | 10.–13. ledna 2024               | ●      |               |                             |                    | ●              | ●               | ●                    |
| Brezno-Osrblie (ME) | 24.–28. ledna 2024               | ●      | ●             |                             | ●                  |                | ●               | ●                    |
| Velký Javor         | 1.–3. února 2024                 | ● ●    |               |                             |                    |                |                 |                      |
| Obertilliach        | 29. února – 3. března 2024       | ●      | ●             |                             |                    |                | ●               | ●                    |
| Obertilliach        | 6.–9. března 2024                | ●      |               | ●                           |                    | ●              |                 |                      |

Vysvětlivky
1. ↑  Původně se měly jet vytrvalostní závody v klasické délce, ale kvůli silnému sněžení byly zkráceny.

## Pódiová umístění

### Muži
| Č.  | Datum              | Místo               | Disciplína                  | Délka   | Vítěz                 | Druhé místo            | Třetí místo            | Vedoucí IC (po závodě) |
| --- | ------------------ | ------------------- | --------------------------- | ------- | --------------------- | ---------------------- | ---------------------- | ---------------------- |
| 1.  | 30. listopadu 2023 | Kontiolahti         | vytrvalostní závod          | 20 km   | Johan-Olav Botn       | Mats Øverby            | Martin Nevland         | Botn                   |
| 2.  | 2. prosince 2023   | Kontiolahti         | sprint                      | 10 km   | Johan-Olav Botn       | Philipp Horn           | Mats Øverby            | Botn                   |
| 3.  | 8. prosince 2023   | Idre                | sprint                      | 10 km   | Johan-Olav Botn       | Martin Nevland         | Martin Uldal           | Botn                   |
| 4.  | 9. prosince 2023   | Idre                | sprint                      | 10 km   | Philipp Horn          | Johan-Olav Botn        | Oscar Lombardot        | Botn                   |
| 5.  | 10. prosince 2023  | Idre                | stíhací závod               | 12,5 km | Johan-Olav Botn       | Philipp Horn           | Martin Uldal           | Botn                   |
| 6.  | 13. prosince 2023  | Sjusjøen            | sprint                      | 10 km   | Simon Kaiser          | Johan-Olav Botn        | Mats Øverby            | Botn                   |
| 7.  | 15. prosince 2023  | Sjusjøen            | stíhací závod               | 12,5 km | Johan-Olav Botn       | Martin Uldal           | Martin Nevland         | Botn                   |
| 8.  | 16. prosince 2023  | Sjusjøen            | hromadný start              | 15 km   | Martin Nevland        | Mats Øverby            | Johan-Olav Botn        | Botn                   |
| 9.  | 4. ledna 2024      | Martell             | zkrácený vytrvalostní závod | 15 km   | Vebjørn Sørum         | Mats Øverby            | Isak Frey              | Botn                   |
| 10. | 6. ledna 2024      | Martell             | sprint                      | 10 km   | Isak Frey             | Mats Øverby            | Danilo Riethmüller     | Botn                   |
| 11. | 7. ledna 2024      | Martell             | stíhací závod               | 12,5 km | Isak Frey             | Vebjørn Sørum          | Danilo Riethmüller     | Botn                   |
| 12. | 10. ledna 2024     | Ridnaun             | sprint                      | 10 km   | Johan-Olav Botn       | Mats Øverby            | Danilo Riethmüller     | Botn                   |
| 13. | 12. ledna 2024     | Ridnaun             | hromadný start              | 15 km   | Danilo Riethmüller    | Martin Nevland         | Antonin Guigonnat      | Botn                   |
| 14. | 24. ledna 2024     | Brezno-Osrblie (ME) | vytrvalostní závod          | 20 km   | Vebjørn Sørum         | Johan-Olav Botn        | Martin Uldal           | Botn                   |
| 15. | 26. ledna 2024     | Brezno-Osrblie (ME) | sprint                      | 10 km   | Antonin Guigonnat     | Johan-Olav Botn        | Isak Frey              | Botn                   |
| 16  | 27. ledna 2024     | Brezno-Osrblie (ME) | stíhací závod               | 12,5 km | Isak Frey             | Dmitrii Shamaev        | Antonin Guigonnat      | Botn                   |
| 17. | 1. února 2024      | Velký Javor         | sprint                      | 10 km   | Martin Uldal          | Johan-Olav Botn        | Isak Frey              | Botn                   |
| 18. | 3. února 2024      | Velký Javor         | sprint                      | 10 km   | Johan-Olav Botn       | Martin Uldal           | Simon Kaiser           | Botn                   |
| 19. | 29. února 2024     | Obertilliach        | sprint                      | 10 km   | Mats Øverby           | Sindre Fjellheim Jorde | Sverre Dahlen Aspenes  | Botn                   |
| 20. | 2. března 2024     | Obertilliach        | stíhací závod               | 12,5 km | Mats Øverby           | Martin Nevland         | Sindre Fjellheim Jorde | Botn                   |
| 21. | 7. března 2024     | Obertilliach        | zkrácený vytrvalostní závod | 25 km   | Mats Øverby           | Isak Frey              | Martin Uldal           | Øverby                 |
| 22. | 8. března 2024     | Obertilliach        | sprint                      | 10 km   | Martin Uldal          | Isak Frey              | Sverre Dahlen Aspenes  | Øverby                 |
| 23. | 9. března 2024     | Obertilliach        | hromadný start              | 15 km   | Sverre Dahlen Aspenes | Martin Uldal           | Martin Nevland         | Øverby                 |

Vysvětlivky
1. ↑  Kvůli silnému sněžení byl vytrvalostní závod přesunut z 6. března na 7. března a zkrácen z 20 km na 15 km.

### Ženy
| Č.  | Datum              | Místo               | Disciplína                  | Délka   | Vítězka                     | Druhé místo          | Třetí místo               | Vedoucí IC (po závodě) |
| --- | ------------------ | ------------------- | --------------------------- | ------- | --------------------------- | -------------------- | ------------------------- | ---------------------- |
| 1.  | 30. listopadu 2023 | Kontiolahti         | vytrvalostní závod          | 15 km   | Jeanne Richardová           | Maren Kirkeeideová   | Karoline Erdalová         | Richardová             |
| 2.  | 2. prosince 2023   | Kontiolahti         | sprint                      | 7,5 km  | Emilie Kalkenbergová        | Sara Anderssonová    | Océane Michelonová        | Richardová             |
| 3.  | 8. prosince 2023   | Idre                | sprint                      | 7,5 km  | Johanna Puffová             | Jenny Enoddová       | Jeanne Richardová         | Richardová             |
| 4.  | 9. prosince 2023   | Idre                | sprint                      | 7,5 km  | Karoline Erdalová           | Juliane Frühwirthová | Anna-Karin Heijdenbergová | Richardová             |
| 5.  | 10. prosince 2023  | Idre                | stíhací závod               | 10 km   | Jenny Enoddová              | Karoline Erdalová    | Ella Halvarssonová        | Erdalová               |
| 6.  | 13. prosince 2023  | Sjusjøen            | sprint                      | 7,5 km  | Océane Michelonová          | Jeanne Richardová    | Gro Randbyová             | Richardová             |
| 7.  | 15. prosince 2023  | Sjusjøen            | stíhací závod               | 10 km   | Anaelle Bondouxová          | Ida Lienová          | Stina Nilssonová          | Richardová             |
| 8.  | 16. prosince 2023  | Sjusjøen            | hromadný start              | 12,5 km | Julia Tannheimerová         | Jenny Enoddová       | Ida Lienová               | Richardová             |
| 9.  | 4. ledna 2024      | Martell             | zkrácený vytrvalostní závod | 12,5 km | Julia Kinková               | Emily Schumanová     | Stina Nilssonová          | Enoddová               |
| 10. | 6. ledna 2024      | Martell             | sprint                      | 7,5 km  | Maren Kirkeeideová          | Maya Cloetensová     | Stina Nilssonová          | Enoddová               |
| 11. | 7. ledna 2024      | Martell             | stíhací závod               | 10 km   | Gilonne Guigonnatová        | Anna Andexerová      | Johanna Puffová           | Enoddová               |
| 12. | 10. ledna 2024     | Ridnaun             | sprint                      | 7,5 km  | Gilonne Guigonnatová        | Sara Scattolová      | Ida Lienová               | Enoddová               |
| 13. | 12. ledna 2024     | Ridnaun             | hromadný start              | 12,5 km | Johanna Puffová             | Selina Grotianová    | Ida Lienová               | Enoddová               |
| 14. | 24. ledna 2024     | Brezno-Osrblie (ME) | vytrvalostní závod          | 15 km   | Maren Kirkeeideová          | Alina Stremousová    | Ema Kapustová             | Enoddová               |
| 15. | 26. ledna 2024     | Brezno-Osrblie (ME) | sprint                      | 7,5 km  | Ida Lienová                 | Maren Kirkeeideová   | Chrystyna Dmytrenková     | Enoddová               |
| 16. | 27. ledna 2024     | Brezno-Osrblie (ME) | stíhací závod               | 10 km   | Maren Kirkeeideová          | Emilie Kalkenbergová | Océane Michelonová        | Lienová                |
| 17. | 1. února 2024      | Velký Javor         | sprint                      | 7,5 km  | Hannah Auchentallerová      | Emilie Kalkenbergová | Sara Scatollová           | Enoddová               |
| 18. | 3. února 2024      | Velký Javor         | sprint                      | 7,5 km  | Karoline Erdalová           | Camille Benedová     | Lea Rothschopfová         | Enoddová               |
| 19. | 29. února 2024     | Obertilliach        | sprint                      | 7,5 km  | Ragnhild Femsteineviková    | Océane Michelonová   | Kristina Oberthalerová    | Enoddová               |
| 20. | 2. března 2024     | Obertilliach        | stíhací závod               | 10 km   | Marthe Kråkstad Johansenová | Océane Michelonová   | Tereza Vinklárková        | Enoddová               |
| 21. | 6. března 2024     | Obertilliach        | zkrácený vytrvalostní závod | 12,5 km | Lisa Maria Sparková         | Chloé Chevalierová   | Camille Benedová          | Enoddová               |
| 22. | 8. března 2024     | Obertilliach        | sprint                      | 7,5 km  | Stefanie Schererová         | Gro Randbyová        | Océane Michelonová        | Michelonová            |
| 23. | 9. března 2024     | Obertilliach        | hromadný start              | 12,5 km | Anaelle Bondouxová          | Océane Michelonová   | Emily Schumanová          | Michelonová            |

Vysvětlivky
1. ↑  Kvůli silnému sněžení byl vytrvalostní závod přesunut z 6. března na 7. března a zkrácen z 15 km na 12,5 km.

### Smíšené závody
| Č. | Datum            | Místo               | Disciplína           | Vítězové                                                                         | Druhé místo                                                                       | Třetí místo                                                                      | Vedoucí disciplíny (po závodě) |
| -- | ---------------- | ------------------- | -------------------- | -------------------------------------------------------------------------------- | --------------------------------------------------------------------------------- | -------------------------------------------------------------------------------- | ------------------------------ |
| 1. | 3. prosince 2023 | Kontiolahti         | smíšená štafeta      | NorskoMaren Kirkeeideová Emilie Kalkenbergová Johan-Olav Botn Mats Øverby        | ŠvédskoSara Anderssonová Anna-Karin Heijdenbergová Emil Nykvist Henning Sjökvist  | FrancieJeanne Richardová Océane Michelonová Théo Guiraud-Poillot Oscar Lombardot | Norsko                         |
| 2. | 3. prosince 2023 | Kontiolahti         | smíšený závod dvojic | NorskoKaroline Erdalová Martin Nevland                                           | FranciePaula Botetová Rémi Broutier                                               | ItálieSara Scattolová Daniele Cappellari                                         | Norsko                         |
| 3. | 13. ledna 2024   | Ridnaun             | smíšená štafeta      | NorskoEmilie Kalkenbergová Ida Lienová Johan-Olav Botn Mats Øverby               | NěmeckoSelina Grotianová Emily Schumannová Simon Kaiser 4. Danilo Riethmüller     | FrancieGilonne Guigonnatová Anaëlle Bondouxová Damien Levet Antonin Guigonnat    | Norsko                         |
| 4. | 13. ledna 2024   | Ridnaun             | smíšený závod dvojic | NorskoKaroline Erdalová Vebjørn Sørum                                            | FrancieCamille Benedová Theo Guiraud Poillot                                      | FinskoNoora Kaisa Keränenová Tuomas Harjula                                      | Norsko                         |
| 5. | 28. ledna 2024   | Brezno-Osrblie (ME) | smíšená štafeta      | NorskoIsak Frey Johan-Olav Botn Ida Lienová Maren Kirkeeideová                   | FrancieThéo Guiraud-Poillot Antonin Guigonnat Océane Michelonová Camille Benedová | ItálieNicola Romanin Nicolò Betemps Beatrice Trabucchiová Hannah Auchentallerová | Norsko                         |
| 6. | 28. ledna 2024   | Brezno-Osrblie (ME) | smíšený závod dvojic | ŠvédskoAnton Ivarsson Sara Anderssonová                                          | NorskoVebjørn Sørum Emilie Ågheim Kalkenbergová                                   | RakouskoPatrick Jakob Kristina Oberthalerová                                     | Norsko                         |
| 7. | 3. března 2024   | Obertilliach        | smíšená štafeta      | NorskoÅsne Skredeová Ragnhild Femsteineviková Sindre Fjellheim Jorde Mats Øverby | ItálieAstrid Ploschová Francesca Brocchierová Nicola Romanin David Zingerle       | FrancieCamille Benedová Chloé Chevalierová Ambroise Meunier Damien Levet         | Norsko                         |
| 8. | 3. března 2024   | Obertilliach        | smíšený závod dvojic | NorskoKaroline Erdalová Martin Nevland                                           | FranciePaula Botetová Émilien Claude                                              | NěmeckoLisa Maria Sparková David Zobel                                           | Norsko                         |

## Pořadí IBU Cupu

### Pořadí jednotlivců
Konečné pořadí po 23 závodech

| Muži   | Muži               | Muži |
| Pořadí | Jméno              | Body |
| ------ | ------------------ | ---- |
| 1.     | Mats Øverby        | 1325 |
| 2.     | Johan-Olav Botn    | 1135 |
| 3.     | Martin Nevland     | 1037 |
| 4.     | Martin Uldal       | 980  |
| 5.     | Isak Frey          | 917  |
| 6.     | Danilo Riethmüller | 710  |
| 7.     | Lucas Fratzscher   | 655  |
| 8.     | Simon Kaiser       | 621  |
| 9.     | Vebjørn Sørum      | 538  |
| 10.    | Daniele Cappellari | 436  |
| 26.    | Adam Václavík      | 228  |
| 33.    | Vítězslav Hornig   | 188  |
| 45.    | Luděk Abrahám      | 141  |
| 56.    | Mikuláš Karlík     | 114  |
| 100.   | Daniel Malušek     | 39   |
| 110.   | Jakub Štvrtecký    | 31   |
| 116.   | Ondřej Mánek       | 28   |

| Ženy   | Ženy                        | Ženy |
| Pořadí | Jméno                       | Body |
| ------ | --------------------------- | ---- |
| 1.     | Océane Michelonová          | 803  |
| 2.     | Jenny Enoddová              | 708  |
| 3.     | Karoline Erdalová           | 691  |
| 4.     | Anaelle Bondouxová          | 657  |
| 5.     | Emily Schumanová            | 597  |
| 6.     | Maren Kirkeeideová          | 589  |
| 7.     | Ida Lienová                 | 577  |
| 8.     | Emilie Ågheim Kalkenbergová | 488  |
| 9.     | Julia Tannheimerová         | 481  |
| 10.    | Ella Halvarssonová          | 476  |
| 37.    | Kristýna Otcovská           | 219  |
| 39.    | Tereza Vinklárková          | 217  |
| 77.    | Kateřina Gotvaldová         | 74   |
| 89.    | Kateřina Pavlů              | 45   |
| 116.   | Eliška Václavíková          | 16   |
| 124.   | Lenka Bártová               | 10   |
| 140.   | Veronika Novotná            | 2    |

### Vytrvalostní závod
Konečné pořadí po 4 závodech
| Muži   | Muži               | Muži |
| Pořadí | Jméno              | Body |
| ------ | ------------------ | ---- |
| 1.     | Mats Øverby        | 276  |
| 2.     | Vebjørn Sørum      | 180  |
| 3.     | Isak Frey          | 180  |
| 4.     | Johan-Olav Botn    | 165  |
| 5.     | Martin Uldal       | 147  |
| 6.     | Martin Nevland     | 137  |
| 7.     | Lucas Fratzscher   | 112  |
| 8.     | Émilien Claude     | 103  |
| 9.     | Danilo Riethmüller | 84   |
| 10.    | Daniele Cappellari | 83   |

| Ženy   | Ženy                | Ženy |
| Pořadí | Jméno               | Body |
| ------ | ------------------- | ---- |
| 1.     | Maren Kirkeeideová  | 215  |
| 2.     | Emily Schumannová   | 125  |
| 3.     | Karoline Erdalová   | 120  |
| 4.     | Chloé Chevalierová  | 107  |
| 5.     | Flurina Volkenová   | 98   |
| 6.     | Julia Kinková       | 95   |
| 7.     | Lisa Maria Sparková | 90   |
| 8.     | Jeanne Richardová   | 90   |
| 9.     | Alina Stremousová   | 88   |
| 10.    | Camille Benedová    | 88   |

### Sprint
Konečné pořadí po 11 závodech
| Muži   | Muži               | Muži |
| Pořadí | Jméno              | Body |
| ------ | ------------------ | ---- |
| 1.     | Johan-Olav Botn    | 660  |
| 2.     | Mats Øverby        | 603  |
| 3.     | Martin Uldal       | 492  |
| 4.     | Martin Nevland     | 421  |
| 5.     | Isak Frey          | 404  |
| 6.     | Danilo Riethmüller | 341  |
| 7.     | Simon Kaiser       | 336  |
| 8.     | Lucas Fratzscher   | 320  |
| 9.     | Damien Levet       | 239  |
| 10.    | Philipp Horn       | 215  |

| Ženy   | Ženy                        | Ženy |
| Pořadí | Jméno                       | Body |
| ------ | --------------------------- | ---- |
| 1.     | Océane Michelonová          | 398  |
| 2.     | Karoline Erdalová           | 375  |
| 3.     | Anna-Karin Heijdenbergová   | 321  |
| 4.     | Jenny Enoddová              | 306  |
| 5.     | Anaelle Bondouxová          | 285  |
| 6.     | Emilie Ågheim Kalkenbergová | 281  |
| 7.     | Ella Halvarssonová          | 262  |
| 8.     | Emily Schumannová           | 257  |
| 9.     | Maren Kirkeeideová          | 254  |
| 10.    | Gro Randbyová               | 239  |

### Stíhací závod
Konečné pořadí po 5 závodech
| Muži   | Muži               | Muži |
| Pořadí | Jméno              | Body |
| ------ | ------------------ | ---- |
| 1.     | Mats Øverby        | 271  |
| 2.     | Martin Nevland     | 254  |
| 3.     | Isak Frey          | 220  |
| 4.     | Johan-Olav Botn    | 210  |
| 5.     | Martin Uldal       | 184  |
| 6.     | Danilo Riethmüller | 169  |
| 7.     | Lucas Fratzscher   | 157  |
| 8.     | Daniele Cappellari | 133  |
| 9.     | Vebjørn Sørum      | 125  |
| 10.    | Simon Kaiser       | 122  |

| Ženy   | Ženy                        | Ženy |
| Pořadí | Jméno                       | Body |
| ------ | --------------------------- | ---- |
| 1.     | Océane Michelonová          | 206  |
| 2.     | Jenny Enoddová              | 197  |
| 3.     | Ide Lienová                 | 170  |
| 4.     | Anaelle Bondouxová          | 138  |
| 5.     | Karoline Erdalová           | 138  |
| 6.     | Marthe Kråkstad Johansenová | 124  |
| 7.     | Maren Kirkeeideová          | 120  |
| 8.     | Lea Rothschopfová           | 116  |
| 9.     | Julia Tannheimerová         | 115  |
| 10.    | Emily Schumannová           | 114  |

### Hromadný start
Konečné pořadí po 3 závodech

| Muži   | Muži                  | Muži |
| Pořadí | Jméno                 | Body |
| ------ | --------------------- | ---- |
| 1.     | Martin Nevland        | 225  |
| 2.     | Mats Øverby           | 175  |
| 3.     | Martin Uldal          | 157  |
| 4.     | Danilo Riethmüller    | 116  |
| 5.     | Isak Frey             | 113  |
| 6.     | Johan-Olav Botn       | 100  |
| 7.     | Sverre Dahlen Aspenes | 90   |
| 8.     | Simon Kaiser          | 89   |
| 9.     | David Zobel           | 79   |
| 10.    | Lucas Fratzscher      | 66   |

| Ženy   | Ženy                  | Ženy |
| Pořadí | Jméno                 | Body |
| ------ | --------------------- | ---- |
| 1.     | Anaelle Bondouxová    | 150  |
| 2.     | Océane Michelonová    | 125  |
| 3.     | Jenny Enoddová        | 123  |
| 4.     | Ida Lienová           | 120  |
| 5.     | Gro Randbyová         | 103  |
| 6.     | Emily Schumanová      | 101  |
| 7.     | Julia Tannheimerová   | 90   |
| 7.     | Johanna Puffová       | 90   |
| 9.     | Johanna Skottheimováo | 80   |
| 10.    | Selina Grotianová     | 75   |

### Smíšené štafety
Konečné pořadí po 8 závodech
| Smíšené štafety | Smíšené štafety | Smíšené štafety |
| Pořadí          | Země            | Body            |
| --------------- | --------------- | --------------- |
| 1.              | Norsko          | 705             |
| 2.              | Francie         | 512             |
| 3.              | Švédsko         | 431             |
| 4.              | Německo         | 402             |
| 5.              | Itálie          | 393             |
| 6.              | Rakousko        | 335             |
| 7.              | Ukrajina        | 291             |
| 8.              | Finsko          | 284             |
| 9.              | Švýcarsko       | 270             |
| 10.             | Česko           | 242             |

### Pořadí národů
Konečně pořadí po 23 závodech
| Muži   | Muži      | Muži |
| Pořadí | Země      | Body |
| ------ | --------- | ---- |
| 1.     | Norsko    | 8493 |
| 2.     | Německo   | 7332 |
| 3.     | Francie   | 7093 |
| 4.     | Švédsko   | 6690 |
| 5.     | Itálie    | 6530 |
| 6.     | Ukrajina  | 6301 |
| 7.     | Rakousko  | 6060 |
| 8.     | Finsko    | 5790 |
| 9.     | Švýcarsko | 5487 |
| 10.    | Česko     | 5424 |

| Ženy   | Ženy      | Ženy |
| Pořadí | Země      | Body |
| ------ | --------- | ---- |
| 1.     | Norsko    | 8003 |
| 2.     | Francie   | 7475 |
| 3.     | Německo   | 7350 |
| 4.     | Švédsko   | 7087 |
| 5.     | Rakousko  | 6716 |
| 6.     | Itálie    | 6690 |
| 7.     | Ukrajina  | 5882 |
| 8.     | Švýcarsko | 5461 |
| 9.     | Česko     | 5388 |
| 10.    | Polsko    | 5228 |